# Алей (міфологія)
Але́й (грец. Άλεος) — тегейський володар. Син Афідант. Дружина Неера (або Клеобула). Діти Авга, Кефей та Лікург (або діти Лікург, Амфідаманта, Кефей та Авга). Прийняв спадок після батька. Після смерті Епіта став володарем краю. Побудував храм Афіни Алеї в Тегеї та спорудив для себе палац, заснував місто Тегею.
Заснував також місто Алею.
Дійова особа трагедії Евріпіда «Авга».